# Movimiento del Nombre Sagrado
El Movimiento del Nombre Sagrado (en inglés: Sacred Name Movement o SNM) empezó dentro de algunos miembros de la Conferencia de Salem de la Iglesia de Dios (Séptimo Día), originando la creación de diferentes grupos religiosos independientes que se separaron posteriormente de la institución original. Propagado por Clarence Orvil Dodd en la década de 1930, afirma buscar conformar el cristianismo con sus "raíces hebreas", en la práctica, la creencia y la adoración. La distinción más conocida del SNM es su defensa del uso del "nombre sagrado" Yahweh (hebreo: יַהְוֶה), el cual propagan como el nombre propio reconstruido del Dios de Israel y el uso del nombre hebreo original de Jesús, a menudo transliterado como Yahshua. Los creyentes del movimiento del santo nombre mantienen muchas de las leyes del Antiguo Testamento y ceremonias como la celebración del Shabat, las festividades de la Torá, y las leyes alimentarias de la Cashrut.

## Historia
El Movimiento del Nombre Sagrado surgió a principios del siglo XX a partir del movimiento de la Iglesia de Dios (Séptimo Día). Este movimiento fue influenciado por Joseph Franklin Rutherford, quien cambió el nombre de la rama principal del movimiento Estudiantes de la Biblia a los testigos de Jehová en 1931, con base en su creencia sobre la importancia del nombre hebreo de Dios. C. O. Dodd, un miembro de la Iglesia de Dios (Séptimo Día), empezó a celebrar (guardar) los festivales judíos (incluyendo Pésaj) en 1928, adoptando doctrinas de nombre sagrado a finales de la década de 1930.
La Asamblea de Yahweh era la primera organización religiosa en el Movimiento del Nombre Sagrado. Se formó en Holt, Míchigan, en la década de 1930. La Asamblea de Yahweh cree que el nombre del Todopoderoso Yahweh debería usarse junto con el nombre de su hijo, Yahshua. Guardan el sábado, el séptimo día de la semana (la puesta del sol del viernes al atardecer del sábado) junto con todos los días festivos de la Biblia cristiana. Ellos creen que la Torá (ley) no fue eliminada. Creen que Yahshua es el hijo de Yahweh y que su vida, muerte, sepultura y resurrección confieren la salvación. Creen que después de que una persona se arrepiente del pecado, deben ser bautizados en el nombre de Yahshua. Se conocieron en casas privadas cerca de Lansing, Míchigan. Más tarde, la asamblea se ubicó en The Camp of Yah, en las afueras de Eaton Rapids, Míchigan. La tierra era propiedad de la familia Smith, y Pearl Smith fue el primer pastor de la asamblea. Durante un tiempo después de su liderazgo, la asamblea fue gobernada por un grupo de ancianos varones. En algún momento a fines de la década de 1960, Samuel Graham fue nombrado pastor. La congregación compró una escuela de una habitación y otros 79 acres (0.32 km²) a unas pocas millas del campamento original de Yah. Luego agregaron una pequeña adición al edificio original. En 2008, el grupo recibió una donación anónima para ser utilizada en un edificio más grande. La sala de reuniones principal ahora permite que hasta 200 personas se reúnan para la oración.
Dodd empezó a publicar la revista La Fe (en inglés: The Faith) que empieza en 1937 para promover su punto de vista. Es actualmente libremente distribuida por la Asamblea de Yahweh. Becario religioso estadounidense J. Gordon Melton escribió, "Ninguna fuerza en la difusión del movimiento del Nombre Sagrado fue tan importante como la revista The Faith."

## Actividades
La Asamblea de Yahweh pública la Revista La Fe y la Word of Yahweh Bible (Biblia de la Palabra de Yahweh). Tienen servicios cada sábado a las 10:30 y festejan las Fiestas de Levítico 23. Durante la Fiesta de Tabernáculos las personas provienen de estados diferentes y de otros países para observar la fiesta.

## Creencias
El Movimiento del Nombre Sagrado consiste en varios grupos pequeños y contrastantes (como la Asamblea de Yahweh en el Mesías y la Asamblea de Yahweh en Yahshua, etc.), unificados por el uso del nombre Yahweh y en su mayor parte, una forma basada en el Hebraico Yahshua para el nombre del Hijo de Dios. Angelo Traina, un discípulo de Dodd, emprendió la traducción de una edición de la Biblia del Nombre Sagrado, publicando el Santo Nombre del Nuevo Testamento en 1950 (ver Tetragrámaton en el Nuevo Testamento) y la Biblia del Santo Nombre en 1962, ambos basados en la Biblia del rey Jacobo, pero cambiando algunos nombres y palabras en el texto a formas basadas en hebreo, como "Dios" a "Elohim", "Señor" a "Yahweh" y "Jesús" a "Yahshua". La mayoría de los grupos dentro del Movimiento del Nombre Sagrado usan una Biblia del Nombre Sagrado, otros han sido producidos desde Traina.
El SNM rechaza la Pascua y la Navidad como de origen pagano y en su lugar observa los días santos de Levítico 23 como Pésaj y Shavuot. El movimiento tampoco es trinitario porque rechaza la doctrina de la Trinidad como no bíblica. Sin embargo, los grupos dentro del movimiento han diferido en puntos doctrinales, como el uso de barbas y lo que constituye un descanso sabático. Las Asambleas de Yahweh (con sede en Bethel, Pensilvania) se distanciaron del movimiento debido a su negativa a unirse doctrinalmente con él, llamando al movimiento una "desorganización" y "confusión".